# Фредерик Януш

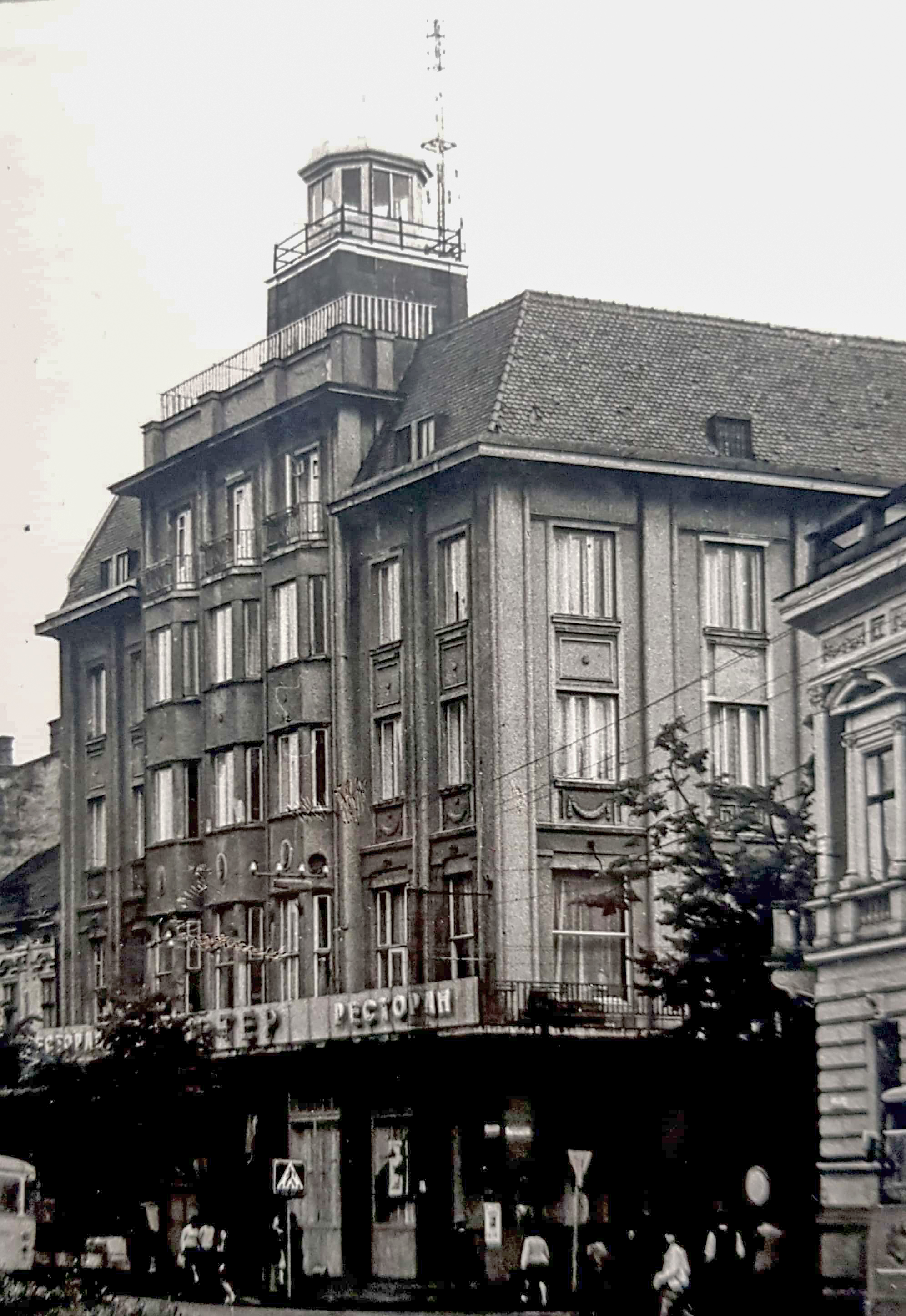
Приміщення готелю «Австрія» (готель «Дністер»).

Фредерик Вільгельм Януш (англ. Frederick Wilhelm Janusch), іноді Фридерик Януш (пол. Fryderyck Janusch) (13 липня 1882, Відень — 23 березня 1957, Ігл-Рівер, Вісконсин, США) — австрійський та американський архітектор, інженер.

Спроєктував кілька будинків у Станиславові (нині — Івано-Франківськ), зокрема два будинки Гаусвальда, два будинки Хованця, Руський дім (нині Івано-Франківська обласна бібліотека), готель «Австрія» з житловою і готельною частинами, автономною електростанцією для цілого мікрорайону, кінотеатром, рестораном і кав'ярнею (донедавна — готель «Дністер», пам'ятка архітектури). 

## Біографія
Представник віденської школи архітектури. У 1911 році прибув із Відня до Станиславова, де разом з братом Чарльзом заснував архітектурно-будівельну фірму «Йорк», що втілювала власні проєкти. У Станиславові протягом п'яти років спроєктував і звів шість визначних кам'яниць. Брав участь у конкурсі на будівництво приміщення дирекції залізниці у Станиславові у 1912 році (серед інших учасників — Боублік).
При спорудженні кам'яниць Гаусвальда і Хованця, співпрацював зі скульпторами братами Антоняками, що додало особливої вишуканості будівлям, які сформували початок вулиці Сапєжинської (Незалежності). Кам'яниця «Австрія» перша в місті з бетонним каркасом.
З початком Першої Світової війни у 1914 році переїхав у Чикаго, США, де проєктував і будував хмарочоси на замовлення електричного та комунального магната Семюела Інсулла.
У 1930, після банкрутства Інсулла через Велику депресію, переїхав у Ігл-Рівер, де спроєктував і побудував сімейну віллу на березі озера. Проєктував приватні будинки, а у 1933-34 керував австрійським стендом Чиказької всесвітньої виставки. З 1938 по 1942 роки проєктував Крижані замки.

## Доробок
У Станиславові:
- приміщення готелю «Австрія» (готель «Дністер»). Автором ідеї та замовником кам'яниці «Австрія» був єпископ Григорій (Хомишин)[4].
- Кам'яниці Гаусвальда[2].
- Кам'яниці Хованців (друга споруджена впродовж трьох років, найвища на той час у місті п'ятиярусна кам'яниця)[5].
- приміщення «Народного дому»[джерело?], у якому нині діє Івано-Франківська обласна універсальна наукова бібліотека імені Івана Франка[4].

У Чикаго збудував 7 хмарочосів і 3 кінотеатри.